# Alex Bentley
Pour les articles homonymes, voir Bentley.
Alex Bentley est une joueuse de basket-ball américaine, naturalisée biélorusse, née le 27 octobre 1990 à Indianapolis (Indiana).

## Biographie

### Au lycée
Elle emmène la Ben Davis high school à un record de 33 victoires pour aucun revers en senior grâce à ses 15,7 points, 2,6 passes décisives, 2,2 interceptions et 3,2 rebonds. Elle est intégrée au troisième cinq des All-American du Parade Magazine High School.

### Carrière universitaire
Avec Nittany Lions de Penn State, elle est la quatrième joueuse de la Big Ten (dont Katie Smith et Tamara Moore) à cumuler au moins 1 500 points, 500 passes décisives et 300 interceptions. En senior, elle affiche 14,1 points, 3,5 passes, 3,4 rebonds et 3,4 interceptions (sixième total national). Elle est un des sept finalistes du Nancy Lieberman Award de la meilleure meneuse du pays et remporte le Frances Pomeroy Naismith Award, qui récompense la meilleure joueuse d'1,73 m. Meilleure interceptrice du pays dans son année junior, ses 325 balles volées sont le second meilleur total de Penn State.

### WNBA
Treizième choix de la draft 2013, elle intègre le cinq des meilleures rookies de la saison (troisième aux passes avec 2,8 et aux interceptions avec 1,0 et quatrième au scoring avec 8,3). Entre le 14 et le 28 juin, elle établit un nouveau record WNBA de dix paniers à trois points réussis consécutivement. Avec 11 passes face aux Sparks le 2 septembre 2013, elle égale le record de passes décisives de la franchise.
Le 12 mars 2014, elle est transférée aux Mystics de Washington avec un troisième tour de draft 2014 contre Matee Ajavon et un second tour de draft 2014, puis est de nouveau échangée le même jour avec Sun du Connecticut pour Kara Lawson. Lors de sa seconde saison, elle établit le 13 juin 2014 un nouveau record de points en carrière avec 24 unités face au Liberty de New York.
Le 17 juin 2014, elle est nommée pour la première fois joueuse de la semaine de la Conférence Est pour son importante contribution à une série de trois victoires consécutives du Sun.
Elle est nommée pour le WNBA All-Star Game 2015[réf. souhaitée]. Le 7 août, elle inscrit 31 points, son nouveau record en carrière, pour aider à la victoire du Sun 86 à 72 face à des Mystics qui restaient sur sept victoires consécutives
Le 19 juin 2016, elle inscrit 29 points avec 11 tirs réussis sur 16 face aux Stars de San Antonio.
Le 9 juillet 2018, Layshia Clarendon est échangée avec un second tour de la draft WNBA 2019 par le Dream contre Alex Bentley et envoyée au Sun quelques jours après avoir été impliquée dans une altercation avec sa coéquipière Courtney Williams. Après une série de trois succès avec la franchise d'Atlanta, elle commente : « J'ai de merveilleux souvenirs de Connecticut et de bonnes amies là-bas. Je suis reconnaissante du bon temps que j'y ai passé. Mais je suis heureuse de revenir là où j'ai débuté ma carrière et de jouer pour une entraîneuse que je connais bien. » En effet, l'entraîneuse du Dream Nicki Collen était l'année précédente assistante au Sun.
En juin 2020, elle rejoint les Aces de Las Vegas mais est renvoyée avant le début de la saison.

## Étranger
En 2014, elle est finaliste du championnat du Brésil avec Sport Recife pour des statistiques de 7,9 points avec 48,9 % d'adresse à deux points, 2,5 rebonds et 0,7 passe de moyenne. Avant le début de sa seconde saison WNBA, elle s'engage pour le club français de Tarbes Gespe Bigorre.
Pour 2017-2018, elle joue en Russie avec Nadejda Orenbourg.
En 2019-2020, elle évolue avec l’équipe turque de Cukurova Basketbol, pour des moyennes de 15,4 points et 5 passes décisives en Ligue et 10,3 points et 3,9 rebonds en Euroligue.

## Equipe nationale
Naturalisée biélorusse, elle figure dans la présélection devant disputer le Championnat d'Europe 2019.

## Clubs

### NCAA
- 2009-2013 : Nittany Lions de Penn State

### WNBA
- 2013 : Dream d'Atlanta
- 2014-2018 : Sun du Connecticut
- 2018-2019 : Dream d'Atlanta

## Étranger
- 2013-2014 :  Sport Recife[18]
- 2014-2015 :  Tarbes Gespe Bigorre
- 2015-2016 :  Geliştirenler SK
- 2016-2017 :  Adana ASKI
- 2017-2018 :  Nadejda Orenbourg
- 2018-2019 :  Elitzur Holon
- 2019-2020 :  Çukurova BK Mersin
- 2020-2021 :  Dynamo Koursk
- 2021-2024 :  UMMC Iekaterinbourg

## Palmarès
- Vainqueur du Challenge round 2015[19]

## Distinctions personnelles
- WNBA All-Rookie Team 2013 [20]
- Sélection au WNBA All-Star Game 2015[21]